# اكدال الساحل الغربية (حرارة)
اكدال الساحل الغربية هي إحدى مشيخات المملكة المغربية، تتبع جغرافيا لإقليم آسفي وإداريًا لحرارة. يقدر عدد سكانها بـ 2192 نسمة حسب الإحصاء الرسمي للسكان والسكنى لسنة 2004.